# Trần Quốc Dũng
Trần Quốc Dũng sinh ngày 9 tháng 11 năm 1956 là nhà quay phim điện ảnh người Việt Nam, ông được phong tặng danh hiệu Nghệ sĩ nhân dân năm 2011.
Trần Quốc Dũng từng là thành viên Ban giám khảo phim truyện video Liên hoan phim Việt Nam lần thứ 16 năm 2009. thành viên Ban giám khảo phim điện ảnh tại Liên hoan phim Việt Nam lần thứ 23. Thành viên Ban giám khảo phim truyện điện ảnh giải Cánh diều 2013 và Giải Ong Vàng 2015.

## Tác phẩm
| Năm  | Tựa đề                           | Đạo diễn                     | Hình thức        | Đồng quay phim |
| ---- | -------------------------------- | ---------------------------- | ---------------- | -------------- |
| 1983 | Lỗi lầm                          | Xuân Sơn                     | Điện ảnh         |                |
| 1986 | Thị trấn yên tĩnh                | Lê Đức Tiến                  | Điện ảnh         |                |
| 1987 | Thằng Bờm                        | Lê Đức Tiến                  | Điện ảnh         | Trần Đình Hiệp |
| 1990 | Học trò thuỷ thần                |                              | Phim thiếu nhi   |                |
| 1991 | Truyền thuyết tình yêu Thần Nước | Hà Sơn                       | Phim thiếu nhi   | Phi Tiến Sơn   |
| 1996 | Người yêu đi lấy chồng           | Vũ Châu                      | Điện ảnh         |                |
| 1996 | Những người sống bên tôi         | Đặng Tất Bình                | Phim truyền hình |                |
| 1998 | Duyên nghiệp                     | Vũ Châu                      | Điện ảnh         |                |
| 2001 | Hai Bình làm thủy điện           | Trần Lực                     | Điện ảnh         |                |
| 2002 | Chuyện tình của biển             | Lê Đức Tiến                  | Điện ảnh         |                |
| 2003 | Nguyễn Ái Quốc ở Hồng Kông       | Nguyễn Khắc Lợi, Viên Thế Kỷ | Điện ảnh         |                |
| 2003 | Tình yêu Seo Ly                  | Có                           | Điện ảnh         |                |
| 2004 | Tình biển                        | Đới Xuân Việt                | Điện ảnh         |                |
| 2005 | Tiếng cồng định mệnh             | Lê Thi, Nguyễn Khắc Lợi      | Điện ảnh         |                |
| 2006 | Cây bưởi ra hoa                  | Trần Trung Dũng              | Phim truyền hình |                |
| 2009 | Được sống                        | Trần Trung Dũng              | Điện ảnh         |                |
| 2000 | Sóng ở đáy sông                  | Lê Đức Tiến                  | Phim truyền hình |                |

## Giải thưởng
| Năm  | Giải thưởng                        | Hạng mục       | Đề cử              | Tác phầm                         | Kết quả   | Đồng hạng                                    | Chú thích |
| ---- | ---------------------------------- | -------------- | ------------------ | -------------------------------- | --------- | -------------------------------------------- | --------- |
| 1990 | Liên hoan phim Việt Nam lần thứ 9  | Phim thiếu nhi | Quay phim xuất sắc | Học trò thuỷ thần                | Đoạt giải | Lê Đình Ấn, Nguyễn Thủy Hằng (tác phẩm khác) | [ 8 ]     |
| 1993 | Liên hoan phim Việt Nam lần thứ 10 | Phim thiếu nhi | Quay phim xuất sắc | Truyền thuyết tình yêu thần nước | Đoạt giải | Phi Tiến Sơn (cùng tác phẩm)                 | [ 9 ]     |